# Ostvik
Ostvik är en tätort vid Byske i Skellefteå kommun. 

## Historia
Ostvik kallades på 1500-talet Östewiick westanbecken. Den åtskildes från Östanbäck av Storbäcken. Enligt jordaboken för 1543 bodde fem bönder med familjer i Ostvik och nio i Östanbäck. Ostviks bönder hade kvarn och fisketräsk, och Östanbäcks bönder säljakt, kvarn, ödebyn Holme, skärgårdsfiske och Romelsön som utägor. Under storsvagåren på 1800-talet skickades mat och andra förnödenheter norrut från Stockholm, men under vårvintern 1868 var det iskallt och leveranserna kom inte fram. Mat fanns dock i Skellefteå stad och ett antal köpmän höjde priserna till den grad att alla inte hade råd att köpa. Bybor från Ostvik och Östanbäck tog sig därför till staden och plundrade matlager men blev stoppade vid bonnstan. Händelsen har kommit att kallas för Ostvikskriget.

### Befolkningsutveckling
| Befolkningsutvecklingen i Ostvik 1960–2020 | Befolkningsutvecklingen i Ostvik 1960–2020 | Befolkningsutvecklingen i Ostvik 1960–2020 | Befolkningsutvecklingen i Ostvik 1960–2020 | Befolkningsutvecklingen i Ostvik 1960–2020 |
| ------------------------------------------ | ------------------------------------------ | ------------------------------------------ | ------------------------------------------ | ------------------------------------------ |
|                                            |                                            |                                            |                                            |                                            |
| År                                         |                                            |                                            | Folkmängd                                  | Areal (ha)                                 |
| 1960                                       | 1960                                       |                                            | 278                                        |                                            |
| 1965                                       | 1965                                       |                                            | 316                                        |                                            |
| 1970                                       | 1970                                       |                                            | 340                                        |                                            |
| 1975                                       | 1975                                       |                                            | 353                                        |                                            |
| 1980                                       | 1980                                       |                                            | 390                                        |                                            |
| 1990                                       | 1990                                       |                                            | 418                                        | 68                                         |
| 1995                                       | 1995                                       |                                            | 414                                        | 71                                         |
| 2000                                       | 2000                                       |                                            | 402                                        | 74                                         |
| 2005                                       | 2005                                       |                                            | 392                                        | 74                                         |
| 2010                                       | 2010                                       |                                            | 387                                        | 73                                         |
| 2015                                       | 2015                                       |                                            | 537                                        | 139                                        |
| 2020                                       | 2020                                       |                                            | 543                                        | 140                                        |
| Anm.: Sammanvuxen med Östanbäck 2015       |                                            |                                            |                                            |                                            |